# Aeroportul Mangla
Aeroportul Mangla (IATA: XJM, ICAO: OPMA) este un aeroport din Punjab, Pakistan.
Situat la o altitudine de 275 m, aeroportul dispune de o singură pistă. Este operat de Pakistan Civil Aviation Authority⁠(d).